# Лодзинське воєводство (1975–1998)
Лодзинське воєводство (пол. województwo łódzkie) — адміністративно-територіальна одиниця Польщі найвищого рівня, яка існувала у 1975—1998 роках.
Являло собою одну з 49 основних одиниць адміністративного поділу Польщі, які були скасовані в результаті адміністративної реформи Польщі 1998 року.
Займало площу 1524 км². Адміністративним центром воєводства було місто Лодзь. Після адміністративної реформи воєводство припинило своє існування і його територія повністю відійшла до новоствореного Лодзинського воєводства.

## Воєводи
До 1990 року лодзинським воєводою був президент Лодзі.
- Єжи Льоренс (1973–1978)
- Юзеф Невядомський (1978–1985)
- Ярослав Петжик (1985–1989)
- Вальдемар Богданович (1989–1994)
- Анджей Пенчак (1994 – квітень 1997)
- Мирослав Марциш (квітень – грудень 1997)

## Районні адміністрації
- Районна адміністрація в Лодзі для гмін: Андресполь, Бройце, Новосольна та міста Лодзь
- Районна адміністрація у Паб'яницях для гмін: Паб'яніце, Ксаверув (з 1 січня 1997 року), Жґув та міст Константинув-Лодзький і Пабяніце
- Районна адміністрація у Згежі для гмін: Александрув-Лодзький, Гловно, Озоркув, Паженчев, Стрикув, Згеж та міст Александрув-Лодзький (до 1 лютого 1991 року), Гловно, Озоркув, Стрикув (до 1 січня 1992 року) та Згеж.

## Міста
Чисельність населення на 31.12.1998:
- Лодзь – 806 728
- Паб'яніце – 75 008
- Згеж – 59 015
- Озоркув – 21 813
- Александрув-Лодзький – 20 417
- Константинув-Лодзький – 17 645
- Гловно – 15 858
- Стрикув – 3618

## Населення
| Рік         | 1975      | 1980      | 1985      | 1990      | 1995      | 1998      |
| Чисельність | 1 079 200 | 1 127 800 | 1 149 100 | 1 139 500 | 1 116 300 | 1 099 700 |